# Новинский сельский округ (Московская область)
Новинский сельский округ — упразднённая административно-территориальная единица, существовавшая на территории Орехово-Зуевского района Московской области в 1994—2006 годах.
Новинский сельсовет был образован в первые годы советской власти. По данным 1919 года он входил в состав Запонорской волости Богородского уезда Московской губернии.
5 января 1921 года Запонорская волость была передана в Орехово-Зуевский уезд.
4 ноября 1925 года из Новинского с/с был выделен Радованьевский сельсовет.
В 1926 году из Новинского с/с был выделен Глебовский с/с, но уже в 1927 году он был включён в его состав обратно.
В 1926 году Новинский с/с включал деревню Новое, а также бараки при Куровских и Новинских торфоразработках.
В 1929 году Новинский сельсовет вошёл в состав Куровского района Орехово-Зуевского округа Московской области. При этом к нему были присоединены Запрудненский и Смолевский с/с.
7 февраля 1944 года к Новинскому с/с было присоединено селение Радованье упразднённого Радованьевского с/с.
1 сентября 1955 года из Давыдовского с/с в Новинский были переданы селения Запонорье, Ненилово и Радованье.
3 июня 1959 года Куровской район был упразднён и Новинский с/с вошёл в Орехово-Зуевский район.
20 августа 1960 года к Новинскому с/с был присоединён Заволенский сельсовет. Одновременно из Язвищенского с/с в Новинский было передано селение Загряжская, а из Новинского в Язвищенский — селение Радованье.
1 февраля 1963 года Орехово-Зуевский район был упразднён и Новинский с/с вошёл в Орехово-Зуевский сельский район.
27 апреля 1963 года из Новинского с/с в Давыдовский было передано селение Запонорье, а в Дороховский с/с — территория Беливского торфопредприятия.
11 января 1965 года Новинский с/с был возвращён в восстановленный Орехово-Зуевский район.
3 февраля 1994 года Новинский с/с был преобразован в Новинский сельский округ.
8 апреля 2004 года к Новинскому с/о был присоединён Язвищенский сельский округ.
В ходе муниципальной реформы 2004—2005 годов Новинский сельский округ прекратил своё существование как муниципальная единица. При этом все его населённые пункты были переданы в сельское поселение Новинское.
29 ноября 2006 года Новинский сельский округ исключён из учётных данных административно-территориальных и территориальных единиц Московской области.